# Louis-Athanase Rendu
Pour les articles homonymes, voir Rendu (homonymie).
Louis-Athanase Rendu (21 juin 1777, Paris - 4 janvier 1861, Ennery), est un magistrat français et baron héréditaire.

## Biographie

### Origines
Louis-Athanase Rendu naît le 21 juin 1777, à Paris. Sa famille est originaire de Lancrans, dans le Pays de Gex, actuel département de l'Ain. Il est issu d'une branche issue de Sébastien Rendu, notaire royal et greffier, venue s'installée en Beauvaisis. Cette branche appartient à un milieu aisé et cultivé marqué par la tradition janséniste.
Son père, Sébastien-Louis, fils du précédent, est notaire royal à Paris. Louis-Athanase est issu du second mariage avec Marie Gillet. Il a trois frères dont Ambroise, universitaire.

### Carrière
Athanase Rendu se fait remarquer en 1796 en se faisant renvoyer (avec son frère Ambroise et leurs amis François et Philibert Guéneau de Mussy) de l'École polytechnique, nouvellement créée, pour avoir refusé de prêter le serment de haine à la royauté.
Il suit des études de droit et devient notaire à Paris.
À la Restauration, il sert dans la Garde nationale, est nommé maître des requêtes au Conseil d'État, adjoint au maire du 1er arrondissement de Paris en 1815 et secrétaire général du département de la Seine le 18 juillet 1815.
En 1816, il est nommé procureur général près la Cour des comptes. Il conserve ces fonctions jusqu'en 1830, année où il démissionne pour ne pas prêter le serment à Louis-Philippe.
Créé baron le 13 janvier 1818, il est également nommé conseiller d'État et vice-président du collège électoral du département de la Seine.
Maire de la commune d'Ennery, il est conseiller général de Seine-et-Oise.
Il fut marié trois fois, successivement à Anne-Marie Garnier fille du baron Jean-Baptiste Garnier, à Alexandrine Le Couteulx de La Noraye, puis à Augusta Clément de Givry.

### Sources
- Jean-Marie Quérard, La France littéraire, ou Dictionnaire bibliographique des savants, historiens et gens de lettres de la France, 1864